# 세상의 모든 다큐
《세상의 모든 다큐》는 KBS 2TV에서 매주 월요일 오후 4시 30분에 방송되는 다큐멘터리 프로그램이다.

## 기획 의도
다양한 주제의 수준 높은 해외 제작 다큐멘터리를 소개하는 다큐멘터리 프로그램이다.

## 방송 시간
| 방송 채널 | 방송 기간                           | 방송 시간                                  |
| --------- | ----------------------------------- | ------------------------------------------ |
| KBS 2TV   | 2011년 11월 7일 ~ 2012년 2월 21일   | 매주 월요일 ~ 화요일 오전 11:20 ~ 낮 12:10 |
| KBS 2TV   | 2012년 2월 29일 ~ 2012년 3월 7일    | 매주 수요일 밤 12:25 ~ 새벽 1:15           |
| KBS 2TV   | 2012년 3월 14일 ~ 2012년 3월 15일   | 매주 수요일 밤 12:30 ~ 새벽 1:20           |
| KBS 2TV   | 2012년 3월 14일 ~ 2012년 3월 15일   | 매주 목요일 밤 12:35 ~ 새벽 1:25           |
| KBS 2TV   | 2012년 3월 21일 ~ 2012년 4월 5일    | 매주 수요일 밤 12:25 ~ 새벽 1:15           |
| KBS 2TV   | 2012년 3월 21일 ~ 2012년 4월 5일    | 매주 목요일 밤 12:35 ~ 새벽 1:55           |
| KBS 2TV   | 2012년 4월 11일 ~ 2012년 4월 19일   | 매주 수요일 밤 12:20 ~ 새벽 1:10           |
| KBS 2TV   | 2012년 4월 11일 ~ 2012년 4월 19일   | 매주 목요일 밤 12:35 ~ 새벽 1:55           |
| KBS 2TV   | 2012년 4월 25일 ~ 2012년 5월 31일   | 매주 수요일 밤 12:30 ~ 새벽 1:20           |
| KBS 2TV   | 2012년 4월 25일 ~ 2012년 5월 31일   | 매주 목요일 밤 12:40 ~ 새벽 1:20           |
| KBS 2TV   | 2012년 6월 6일 ~ 2012년 6월 7일     | 매주 수요일 ~ 목요일 밤 12:35 ~ 새벽 1:25  |
| KBS 2TV   | 2012년 6월 20일 ~ 2012년 6월 21일   | 매주 수요일 ~ 목요일 밤 12:35 ~ 새벽 1:25  |
| KBS 2TV   | 2012년 6월 13일 ~ 2012년 6월 14일   | 매주 수요일 밤 12:35 ~ 새벽 1:25           |
| KBS 2TV   | 2012년 6월 13일 ~ 2012년 6월 14일   | 매주 목요일 밤 12:40 ~ 새벽 1:20           |
| KBS 2TV   | 2012년 6월 27일 ~ 2012년 10월 6일   | 매주 수요일 밤 12:35 ~ 새벽 1:25           |
| KBS 2TV   | 2012년 6월 27일 ~ 2012년 10월 6일   | 매주 토요일 아침 6:50 ~ 7:40               |
| KBS 2TV   | 2012년 10월 10일 ~ 2013년 4월 4일   | 매주 수요일 밤 12:40 ~ 새벽 1:30           |
| KBS 2TV   | 2012년 10월 10일 ~ 2013년 4월 4일   | 매주 목요일 새벽 1:00 ~ 1:45               |
| KBS 2TV   | 2013년 4월 10일 ~ 2013년 8월 15일   | 매주 수요일 ~ 목요일 밤 12:40 ~ 새벽 1:30  |
| KBS 2TV   | 2013년 8월 22일 ~ 2013년 10월 17일  | 매주 목요일 밤 12:30 ~ 새벽 1:20           |
| KBS 2TV   | 2013년 10월 24일                    | 매주 목요일 밤 12:45 ~ 새벽 1:35           |
| KBS 2TV   | 2013년 10월 31일 ~ 2013년 11월 28일 | 매주 목요일 밤 12:50 ~ 새벽 1:40           |
| KBS 2TV   | 2013년 12월 4일 ~ 2014년 4월 3일    | 매주 수요일 ~ 목요일 밤 12:45 ~ 새벽 1:35  |
| KBS 2TV   | 2014년 4월 8일 ~ 2014년 5월 21일    | 매주 화요일 ~ 수요일 밤 12:45 ~ 새벽 1:35  |
| KBS 2TV   | 2014년 7월 8일 ~ 2014년 12월 23일   | 매주 화요일 ~ 수요일 밤 12:45 ~ 새벽 1:35  |
| KBS 2TV   | 2015년 1월 3일 ~ 2015년 2월 15일    | 매주 토요일 밤 12:25 ~ 새벽 1:15           |
| KBS 2TV   | 2015년 1월 3일 ~ 2015년 2월 15일    | 매주 일요일 밤 12:10 ~ 새벽 1:00           |
| KBS 2TV   | 2015년 2월 22일 ~ 2015년 3월 22일   | 매주 일요일 밤 12:05 ~ 12:55               |
| KBS 2TV   | 2015년 4월 10일 ~ 2015년 8월 7일    | 매주 금요일 저녁 5:40 ~ 6:30               |
| KBS 2TV   | 2015년 9월 9일 ~ 2018년 10월 31일   | 매주 수요일 밤 12:35 ~ 새벽 1:25           |
| KBS 2TV   | 2018년 11월 10일 ~ 2019년 9월 20일  | 매주 금요일 밤 12:20 ~ 새벽 1:10           |
| KBS 2TV   | 2019년 9월 28일 ~ 2020년 7월 25일   | 매주 토요일 밤 12:15 ~ 새벽 1:05           |
| KBS 2TV   | 2020년 12월 12일 ~ 2021년 3월 27일  | 매주 토요일 밤 12:30 ~ 새벽 1:20           |
| KBS 2TV   | 2021년 4월 3일 ~ 2021년 8월 14일    | 매주 토요일 밤 12:20 ~ 새벽 1:10           |
| KBS 2TV   | 2021년 8월 16일 ~ 2022년 4월 11일   | 매주 월요일 밤 12:35 ~ 새벽 1:20           |
| KBS 2TV   | 2022년 4월 24일 ~ 2022년 10월 30일  | 매주 일요일 밤 12:00 ~ 12:50               |
| KBS 2TV   | 2022년 11월 6일                     | 매주 일요일 밤 12:50 ~ 새벽 1:40           |
| KBS 2TV   | 2022년 11월 13일 ~ 2023년 1월 29일  | 매주 일요일 밤 12:10 ~ 새벽 1:00           |
| KBS 2TV   | 2023년 2월 1일 ~ 2023년 5월 24일    | 매주 수요일 밤 11:45 ~ 12:35               |
| KBS 2TV   | 2023년 6월 5일 ~ 2025년 2월 24일    | 매주 월요일 오후 5:10 ~ 저녁 6:00          |
| KBS 2TV   | 2025년 3월 10일 ~ 현재              | 매주 월요일 오후 4:30 ~ 오후 5:20          |

## 방송 회차

### 2011년
| 회차 | 방송일    | 제목 (원제)                                 |
| ---- | --------- | ------------------------------------------- |
| 1회  | 11월 7일  | 지구라는 이름의 기계 - 1부 육지의 작동 원리 |
| 2회  | 11월 8일  | 지구라는 이름의 기계 - 2부 해저의 비밀      |
| 3회  | 11월 14일 | 위성고고학, 고대 이집트를 발견하다          |
| 4회  | 11월 15일 | 위성고고학, 고대 이집트를 발견하다          |
| 5회  | 11월 21일 | 할머니들과 시장님의 청춘                    |
| 6회  | 11월 22일 | 과거에서 온 아이, 부슈라                    |
| 7회  | 11월 28일 | 낙타 이동도서관 - 희망을 실어 나르다        |
| 8회  | 11월 29일 | 내가 고니시키를 사랑하는 이유               |
| 9회  | 12월 5일  | 멕시코 수정동굴의 비밀                      |
| 10회 | 12월 6일  | 낙타, 생존을 위해 달리다                    |
| 11회 | 12월 12일 | 콜럼버스의 잃어버린 함대                    |
| 12회 | 12월 13일 | 메뚜기, 인류의 재앙일까                     |
| 13회 | 12월 19일 | 대륙 간 충돌 : 아메리카 대 아메리카         |
| 14회 | 12월 26일 | 나는 칠면조입니다                           |
| 15회 | 12월 27일 | 영원의 빛, 다이아몬드의 세계                |

### 2012년
| 회차  | 방송일    | 제목 (원제)                                                             |
| ----- | --------- | ----------------------------------------------------------------------- |
| 16회  | 1월 2일   | 릭 스타인의 스페인 요리 여행                                            |
| 17회  | 1월 3일   | 릭 스타인의 스페인 요리 여행                                            |
| 18회  | 1월 9일   | 운명의 열쇠, 자궁 안에서의 9개월                                        |
| 19회  | 1월 10일  | 해저에 잠든 도시, 파블로페트리                                          |
| 20회  | 1월 16일  | 은둔자의 삶, 바이칼 호에서 보낸 6개월                                   |
| 21회  | 1월 17일  | 인류의 기술적 진화                                                      |
| 22회  | 1월 30일  | 모순의 결정체, 얼음의 신비                                              |
| 23회  | 1월 31일  | 조나단의 남미 여행 - (1) 칠레와 볼리비아                                |
| 24회  | 2월 7일   | 조나단의 남미 여행 - (2) 콜롬비아와 베네수엘                            |
| 25회  | 2월 13일  | 조나단의 남미 여행 - (3) 브라질                                         |
| 26회  | 2월 14일  | 미국, 400년의 도전 - 1부, 홀로서기                                      |
| 27회  | 2월 20일  | 미국, 400년의 도전 - 2부, 서부로! 서부로!                               |
| 28회  | 2월 21일  | 미국, 400년의 도전 - 3부, 남북전쟁                                      |
| 29회  | 2월 29일  | 미국, 400년의 도전 - 4부, 성장                                          |
| 30회  | 3월 7일   | 미국, 400년의 도전 - 5부, 초강대국                                      |
| 31회  | 3월 14일  | 릭 스타인의 스페인 요리 여행                                            |
| 32회  | 3월 15일  | 릭 스타인의 스페인 요리 여행                                            |
| 33회  | 3월 21일  | 진화의 또 다른 비밀, 바이러스                                           |
| 34회  | 3월 28일  | 우리가 알아야 할 과학 - 1부 인체의 신비                                 |
| 35회  | 3월 29일  | 우리가 알아야 할 과학 - 2부 우주의 신비                                 |
| 36회  | 4월 5일   | 우리가 알아야 할 과학 - 3부 날씨의 신비                                 |
| 37회  | 4월 11일  | 천재 피아니스트 랑랑의 런던 라운드 하우스 공연                          |
| 38회  | 4월 12일  | 가상 재난 시나리오 도쿄 대지진                                          |
| 39회  | 4월 18일  | 다빈치의 또 다른 모나리자                                               |
| 40회  | 4월 19일  | 장애를 뛰어넘다 - 2012 런던 패럴림픽                                    |
| 41회  | 4월 25일  | 지구 에너지의 미래                                                      |
| 42회  | 4월 26일  | 우리가 모르는 색의 진실                                                 |
| 43회  | 5월 3일   | 법정에 선 히틀러                                                        |
| 44회  | 5월 10일  | 퍼펙트 솔저                                                             |
| 45회  | 5월 17일  | 미혼모로 산다는 것                                                      |
| 46회  | 5월 31일  | 반 고흐로부터 온 편지                                                   |
| 47회  | 6월 6일   | 여왕의 성, 버킹엄궁                                                     |
| 48회  | 6월 7일   | 터키 역사 기행 - 오스만 제국의 유산: 1부 제국의 건설자들                |
| 49회  | 6월 13일  | 터키 역사 기행 - 오스만 제국의 유산: 2부 지중해의 패권 전쟁             |
| 50회  | 6월 14일  | 터키 역사 기행 - 오스만 제국의 유산: 3부 이슬람과 기독교 두 문명의 충돌 |
| 51회  | 6월 20일  | 인류 진화의 열쇠 - 1부 뼈                                               |
| 52회  | 6월 21일  | 인류 진화의 열쇠 - 2부 장(腸)                                           |
| 53회  | 6월 27일  | 인류 진화의 열쇠 - 3부 뇌                                               |
| 54회  | 6월 30일  | 티베트 순례 카일라스를 가다                                             |
| 55회  | 7월 4일   | 해양 산성화, 지구를 위협하다                                            |
| 56회  | 7월 7일   | 스페인 팜플로나 소돌이 경주                                             |
| 57회  | 7월 11일  | 지구핵과 자기장의 비밀                                                  |
| 58회  | 7월 14일  | 아프리카 바가족의 절규                                                  |
| 59회  | 7월 18일  | 에이브러햄 링컨의 숨은 암살자                                           |
| 60회  | 7월 21일  | 아프리카 바가족의 절규                                                  |
| 61회  | 7월 28일  | 녹색 지옥, 파푸아를 가다                                                |
| 62회  | 8월 4일   | 아프가니스탄의 복싱 소녀들                                              |
| 63회  | 8월 11일  | 극한의 도보여행, 퍼시픽 크레스트 트레일                                 |
| 64회  | 8월 15일  | 기적의 생명체, 人(인) - 1편: 탄생의 신비                                |
| 65회  | 8월 18일  | 정복전쟁 그리고 브라질의 탄생                                           |
| 66회  | 8월 22일  | 기적의 생명체, 人(인) - 2편: 삶 그리고 죽음                             |
| 67회  | 8월 25일  | 지구촌 최후의 오지들 - 파타고니아                                       |
| 68회  | 8월 29일  | 기적의 생명체, 人(인) - 3편: 두뇌의 놀라운 능력                         |
| 69회  | 9월 1일   | 절벽에서의 사투, 꿀 채취꾼들의 24시                                     |
| 70회  | 9월 5일   | 기적의 생명체, 人(인) - 4편: 스스로를 보호하다                          |
| 71회  | 9월 8일   | 릭 스타인의 요리 여행 - 미시시피의 소울푸드                             |
| 72회  | 9월 12일  | 성스러운 유골의 진실                                                    |
| 73회  | 9월 15일  | 스칸디나비아의 마지막 순록부족 - 사미족의 사계절                        |
| 74회  | 9월 22일  | 알래스카 홍연어의 대장정                                                |
| 75회  | 9월 26일  | 처녀여왕 엘리자베스 1세의 비밀                                          |
| 76회  | 9월 29일  | 죽음과 생명의 당, 마사야 화산                                           |
| 77회  | 10월 3일  | 닉 해밀턴, 카레이서를 꿈꾸다                                            |
| 78회  | 10월 6일  | 불안한 미래, 타쿠 섬 사람들                                             |
| 79회  | 10월 10일 | 돈, 권력과 월 스트리트 - 1편: 금융 핵폭탄, 월가를 덮치다                |
| 80회  | 10월 11일 | 돈, 권력과 월 스트리트 - 2편: 위기의 미국 경제, 지도자들의 빗나간 해법  |
| 81회  | 10월 17일 | 돈, 권력과 월 스트리트 - 3편: 개혁 vs 안정, 오바마의 선택은?            |
| 82회  | 10월 18일 | 돈, 권력과 월 스트리트 - 4편: 금융 위기, 꺼지지 않은 불씨               |
| 83회  | 10월 24일 | 우주로 간 영웅들                                                        |
| 84회  | 10월 25일 | 우주로 간 영웅들                                                        |
| 85회  | 10월 31일 | 다빈치의 잃어버린 보물                                                  |
| 86회  | 11월 1일  | 굶주리는 세계, 불편한 진실                                              |
| 87회  | 11월 7일  | 최후의 탐험가들 - 제1편 데이비드 리빙스턴                               |
| 88회  | 11월 8일  | 최후의 탐험가들 - 제2편 존 뮤어                                         |
| 89회  | 11월 14일 | 오토매틱 브레인 제1화 무의식의 마법                                     |
| 90회  | 11월 15일 | 오토매틱 브레인 제2화 무의식의 위력                                     |
| 91회  | 11월 21일 | 극한의 여행, 노를 저어 북극까지                                         |
| 92회  | 11월 22일 | 신비의 협곡 트루드페를 가다                                             |
| 93회  | 11월 28일 | 천재 피아니스트 랑랑                                                    |
| 94회  | 11월 29일 | 얼음궁전, 호텔 드 글라스                                                |
| 95회  | 12월 5일  | 태양 폭풍, 문명을 향한 적색경보                                         |
| 96회  | 12월 6일  | 히말라야의 황금, 동충하초                                               |
| 97회  | 12월 12일 | 교량 건설의 최강국, 영국을 만나다                                       |
| 98회  | 12월 13일 | 암과 싸우는 사람들                                                      |
| 99회  | 12월 19일 | 우정의 나무자전거                                                       |
| 100회 | 12월 20일 | 북극 빙산의 대서양 횡단 프로젝트                                        |
| 101회 | 12월 26일 | 김정일, 금지된 과거                                                     |
| 102회 | 12월 27일 | 모델 사미라, 내전의 땅 소말리아를 가다                                  |

### 2013년
| 회차  | 방송일    | 제목 (원제)                                                       |
| ----- | --------- | ----------------------------------------------------------------- |
| 103회 | 1월 2일   | 49년의 동행                                                       |
| 104회 | 1월 3일   | 49년의 동행                                                       |
| 105회 | 1월 9일   | 49년의 동행                                                       |
| 106회 | 1월 10일  | 운동의 새로운 발견                                                |
| 107회 | 1월 16일  | 고래를 쫓는 사람들                                                |
| 108회 | 1월 17일  | 무의식이 지배하는 삶                                              |
| 109회 | 1월 23일  | 세계 최초의 컴퓨터                                                |
| 110회 | 1월 24일  | 콜롬비아의 황금전쟁                                               |
| 111회 | 1월 30일  | 셰익스피어와 함께하는 이탈리아 기행 - 1편 꿈의 나라               |
| 112회 | 1월 31일  | 셰익스피어와 함께하는 이탈리아 기행 - 2편 낭만의 나라             |
| 113회 | 2월 6일   | 실험 다큐 다문화사회, 공존의 조건                                 |
| 114회 | 2월 7일   | 실험 다큐 다문화사회, 공존의 조건                                 |
| 115회 | 2월 14일  | 시베리아 횡단기                                                   |
| 116회 | 2월 20일  | 지구의 신비한 여행 - 1편 지구의 공전 궤도                         |
| 117회 | 2월 21일  | 지구의 신비한 여행 - 2편 자전                                     |
| 118회 | 2월 27일  | 지구의 신비한 여행 - 3편 지구의 기울기                            |
| 119회 | 2월 28일  | 과학 기술의 꿈, 인공지능                                          |
| 120회 | 3월 6일   | 도심의 극한 스포츠                                                |
| 121회 | 3월 7일   | 신비의 불꽃, 오로라                                               |
| 122회 | 3월 13일  | 람세스 2세, 불멸의 수수께끼                                       |
| 123회 | 3월 14일  | 위장의 신비                                                       |
| 124회 | 3월 21일  | 파미르 고원의 감옥                                                |
| 125회 | 3월 27일  | 신기한 재료의 세계 - 제1편 금속                                   |
| 126회 | 3월 28일  | 신기한 재료의 세계 - 제2편 플라스틱                               |
| 127회 | 4월 3일   | 신기한 재료의 세계 - 제3편 세라믹                                 |
| 128회 | 4월 4일   | 별들의 고향, 은하 속으로                                          |
| 129회 | 4월 10일  | 순록 유목민의 북극 횡단기                                         |
| 130회 | 4월 11일  | 마릴린 먼로 가방의 숨겨진 이야기                                  |
| 131회 | 4월 17일  | 마사이 마라의 사진작가들                                          |
| 132회 | 4월 18일  | 아름다운 다리, 아름다운 도전                                      |
| 133회 | 4월 24일  | 앤드류 서의 비극                                                  |
| 134회 | 4월 25일  | 체르노빌의 아이들                                                 |
| 135회 | 5월 1일   | 대형 슈퍼마켓에 도전하다 - 제1편 미트볼 따라잡기                  |
| 136회 | 5월 2일   | 대형 슈퍼마켓에 도전하다 - 제2편 브랜드 소시지의 벽을 넘어라      |
| 137회 | 5월 8일   | 대형 슈퍼마켓에 도전하다 - 제3편 도전! 치킨 키에프                |
| 138회 | 5월 9일   | 야켈족, 자연을 지키는 사람들                                      |
| 139회 | 5월 15일  | 자동차로 떠나는 중국 여행                                         |
| 140회 | 5월 16일  | 자동차로 떠나는 중국 여행                                         |
| 141회 | 5월 22일  | 저장 강박증, 버리지 못하는 사람들                                 |
| 142회 | 5월 23일  | 고대 로마의 미술을 말하다 - 제1편 로마의 사실주의                 |
| 143회 | 5월 29일  | 고대 로마의 미술을 말하다 - 제2편 어둠의 시대와 5현제             |
| 144회 | 5월 30일  | 고대 로마의 미술을 말하다 - 제3편 영원한 제국, 로마               |
| 145회 | 6월 5일   | 바다의 비행요새 항공모함 - 제1편 해군항공술의 발전                |
| 146회 | 6월 6일   | 바다의 비행요새 항공모함 - 제2편 해군항공의 어제와 오늘           |
| 147회 | 6월 12일  | 지구촌 최후의 오지들 - 라오스                                     |
| 148회 | 6월 13일  | 지구촌 최후의 오지들 - 자메이카                                   |
| 149회 | 6월 19일  | 지구촌 최후의 오지들 - 캐나다 서부                                |
| 150회 | 6월 20일  | 백도어 채널, 평화의 대가                                          |
| 151회 | 6월 26일  | 미라가 된 사나이                                                  |
| 152회 | 6월 27일  | 여객기 추락의 물리학                                              |
| 153회 | 7월 3일   | 우리가 몰랐던 인도양 여행 - 1편 남아프리카에서 잔지바르 까지      |
| 154회 | 7월 4일   | 우리가 몰랐던 인도양 여행 - 2편 마다가스카르에서 세이셸 까지      |
| 155회 | 7월 17일  | 우리가 몰랐던 인도양 여행 - 3편 케냐와 아프리카의 뿔              |
| 156회 | 7월 18일  | 우리가 몰랐던 인도양 여행 - 4편 오만에서 몰디브까지               |
| 157회 | 7월 24일  | 우리가 몰랐던 인도양 여행 - 5편 스리랑카에서 방글라데시까지       |
| 158회 | 7월 25일  | 우리가 몰랐던 인도양 여행 - 6편 인도네시아에서 호주까지           |
| 159회 | 7월 31일  | 또 다른 세상 - 1부 카카오나무의 그늘                              |
| 160회 | 8월 7일   | 또 다른 세상 - 2부 쌀의 향기                                      |
| 161회 | 8월 8일   | 또 다른 세상 - 3편 사탕수수 농부들의 희망 노래                    |
| 162회 | 8월 14일  | 슈가맨을 찾아서                                                   |
| 163회 | 8월 22일  | 벼랑 끝의 금융 위기 - 화폐 가치의 하락                            |
| 164회 | 8월 29일  | 위대한 알프스 : 1편 빙하 위를 날다 - 베르네제 오버란트에서 보까지 |
| 165회 | 9월 5일   | 위대한 알프스 : 2편 레저의 낙원 - 샤블레에서 몽블랑까지           |
| 166회 | 9월 12일  | 위대한 알프스 : 3편 빙하를 조각하다 - 보포르텡에서 사부아까지     |
| 167회 | 9월 19일  | 위대한 알프스 : 4편 하늘을 나는 꿈 - 도피네에서 오트잘프까지      |
| 168회 | 9월 26일  | 위대한 알프스 : 5편 여정의 끝 - 케라스에서 알프마리팀까지         |
| 169회 | 10월 3일  | 말더듬이 왕 조지 6세                                              |
| 170회 | 10월 10일 | 명화(名畵) 속 숨겨진 비밀                                         |
| 171회 | 10월 17일 | 식물의 지능을 발견하다                                            |
| 172회 | 10월 24일 | 덫에 걸린 외계인                                                  |
| 173회 | 10월 31일 | 대자연의 분노 - 1편 눈과 얼음                                     |
| 174회 | 11월 7일  | 대자연의 분노 - 2편 바람                                          |
| 175회 | 11월 14일 | 대자연의 분노 - 3편 홍수                                          |
| 176회 | 11월 21일 | 광학의 혁신, 임파서블 렌즈                                        |
| 177회 | 11월 28일 | 우편항로 답사기                                                   |
| 178회 | 12월 4일  | 우편항로 답사기                                                   |
| 179회 | 12월 5일  | 우편항로 답사기                                                   |
| 180회 | 12월 11일 | 이라크, 파란의 여자 농구팀                                        |
| 181회 | 12월 12일 | 미켈란젤로, 비밀의 베일을 벗다                                    |
| 182회 | 12월 18일 | 야생의 요리사들 - 1편 뉴질랜드                                    |
| 183회 | 12월 19일 | 야생의 요리사들 - 2편 하와이                                      |
| 184회 | 12월 25일 | 비욘세: 그녀의 모든 것                                            |
| 185회 | 12월 26일 | 비욘세: 그녀의 모든 것                                            |

### 2014년
| 회차  | 방송일    | 제목 (원제)                                          |
| ----- | --------- | ---------------------------------------------------- |
| 186회 | 1월 1일   | 세계의 역사 - 1편: 생존                              |
| 187회 | 1월 2일   | 우주의 비밀을 찾아서 - 제1편 우주 밖으로             |
| 188회 | 1월 8일   | 세계의 역사 - 2편: 제국 시대                         |
| 189회 | 1월 9일   | 우주의 비밀을 찾아서 - 제2편 우리안의 우주           |
| 190회 | 1월 16일  | 빌 게이츠, 백신을 말하다                             |
| 191회 | 1월 22일  | 세계의 역사 - 3편: 말과 칼                           |
| 192회 | 1월 23일  | 개코원숭이 - 인간적인, 너무나 인간적인               |
| 193회 | 2월 5일   | 세계의 역사 - 4편: 빛을 향하여                       |
| 194회 | 2월 26일  | 세계의 역사 - 5편: 약탈의 시대                       |
| 195회 | 2월 27일  | 창의적인 인간이 되는 법                              |
| 196회 | 3월 5일   | 세계의 역사 - 6편: 혁명                              |
| 197회 | 3월 6일   | 핵무기 없는 세상을 꿈꾸다                            |
| 198회 | 3월 12일  | 세계의 역사 - 7편: 산업 시대                         |
| 199회 | 3월 13일  | 새로운 로봇 전쟁의 서막                              |
| 200회 | 3월 19일  | 세계의 역사 - 8편: 극단의 시대                       |
| 201회 | 3월 20일  | 엄마의 도전 - 스포츠 모델이 되다                     |
| 202회 | 3월 26일  | 위성고고학, 고대 로마를 발견하다                     |
| 203회 | 3월 27일  | 위성고고학, 고대 로마를 발견하다                     |
| 204회 | 4월 2일   | 얼음의 땅, 깃털의 사람들                             |
| 205회 | 4월 3일   | 꿈을 실은 낙타 경주                                  |
| 206회 | 4월 8일   | 세계 박물관 기행 - 제1편 미국 자연사 박물관          |
| 207회 | 4월 9일   | 세계 박물관 기행 - 제2편 영국의 임페리얼 전쟁 박물관 |
| 208회 | 4월 15일  | 세계 박물관 기행 - 제3편 멕시코 국립 인류학 박물관   |
| 209회 | 4월 16일  | 세계 박물관 기행 - 제4편 독일 박물관 섬              |
| 210회 | 4월 22일  | 세계 박물관 기행 - 제5편 오스트리아 미술사 박물관    |
| 211회 | 4월 23일  | 세계 박물관 기행 - 제6편 터키 토프카프 궁전          |
| 212회 | 4월 29일  | 하늘을 나는 자동차 1부 - 1. 끝나지 않은 도전         |
| 213회 | 4월 30일  | 하늘을 나는 자동차 2부 - 2. 수직 이륙                |
| 214회 | 5월 6일   | 릭스타인의 스페인 요리여행 1부                       |
| 215회 | 5월 7일   | 또 다른 재앙, 플라스틱의 반격                        |
| 216회 | 5월 13일  | 릭스타인의 스페인 요리여행 2~4부                     |
| 217회 | 5월 14일  | 릭스타인의 스페인 요리여행 2~4부                     |
| 218회 | 5월 21일  | 릭스타인의 스페인 요리여행 2~4부                     |
| 219회 | 7월 8일   | 버드맨, 비행의 꿈                                    |
| 220회 | 7월 9일   | 떠나는 자와 남는자 - 카르나크의 유목민들             |
| 221회 | 7월 15일  | 당신의 기억, 안녕하십니까                            |
| 222회 | 7월 16일  | 안데스 산맥의 숨겨진 얼굴들                          |
| 223회 | 7월 22일  | 레오나르도 다빈치의 비밀노트                         |
| 224회 | 7월 23일  | 레오나르도 다빈치의 비밀노트                         |
| 225회 | 7월 29일  | 세계 명차를 찾아서                                   |
| 226회 | 7월 30일  | 히말라야, 버려진 계곡의 순례자들                     |
| 227회 | 8월 5일   | 은밀한 해안 바위틈 세계                              |
| 228회 | 8월 6일   | 베트남, 몽족의 기수                                  |
| 229회 | 8월 12일  | 내일을 만들어 가는 사람들                            |
| 230회 | 8월 13일  | 지구온난화와 인류의 미래                             |
| 231회 | 8월 19일  | 이카로스를 꿈꾸며                                    |
| 232회 | 8월 20일  | 감춰진 언어, 보디랭귀지                              |
| 233회 | 8월 26일  | 노르망디의 영웅들 1부 - 첩보전쟁                     |
| 234회 | 8월 27일  | 노르망디의 영웅들 2부 - 상륙작전                     |
| 235회 | 9월 2일   | 고양이의 은밀한 사생활                               |
| 236회 | 9월 3일   | 아틀리트 얌, 만 년 수중 도시의 수수께끼              |
| 237회 | 9월 16일  | 영어 할 줄 아세요?                                   |
| 238회 | 9월 17일  | 영어 할 줄 아세요?                                   |
| 239회 | 10월 7일  | 비밀스러운 금의 세계                                 |
| 240회 | 10월 8일  | 에볼라와 싸우는 사람들                               |
| 241회 | 10월 14일 | 무엇이 우리의 셩격을 결정하는가?                     |
| 242회 | 10월 15일 | 양쯔강의 악어 마윈의 성공스토리                      |
| 243회 | 10월 21일 | 지구의 재탄생 1부 - 인류의 보금자리, 도시            |
| 244회 | 10월 22일 | 지구의 재탄생 2부 - 운송 수단의 혁신                 |
| 245회 | 10월 28일 | 지구의 재탄생 3부 - 식량, 그리고 불과 물             |
| 246회 | 10월 29일 | 우주를 날다                                          |
| 247회 | 11월 4일  | 동물의 정신세계 1부 - 놀라운 감각 능력               |
| 248회 | 11월 5일  | 동물의 정신세계 2부 - 본능이 전부는 아니다           |
| 249회 | 11월 11일 | 동물의 정신세계 3부 - 사회적 동물은 왜 영리한가?     |
| 250회 | 11월 12일 | 도시, 자연을 품다 - 뉴욕의 녹색혁명                  |
| 251회 | 11월 18일 | 미디어 황제 루퍼트 머독                              |
| 252회 | 11월 19일 | 미디어 황제 루퍼트 머독                              |
| 253회 | 11월 25일 | 사우디아라비아, 사막에 이는 변화                     |
| 254회 | 11월 26일 | 뭉크의 절규, 그 소리 없는 외침                       |
| 255회 | 12월 2일  | 대륙의 탄생 1부 - 인류의 발상지, 아프리카            |
| 256회 | 12월 3일  | 대륙의 탄생 2부 - 분열과 충돌의 역사, 오스트레일리아 |
| 257회 | 12월 9일  | 대륙의 탄생 3부 - 기회의 땅 아메리카                 |
| 258회 | 12월 10일 | 대륙의 탄생 4부 - 문명의 심장부, 유라시아            |
| 259회 | 12월 16일 | 대영박물관 1부 - 이집트 - 3천년 전의 러브레터        |
| 260회 | 12월 17일 | 대영박물관 2부 - 고대 그리스, 하얀 문명의 진실       |
| 261회 | 12월 23일 | 미디어황제 루퍼트 머독 1부 - 제국을 꿈꾸다           |
| 262회 | 12월 30일 | 미디어황제 루퍼트 머독 2부 - 끝없는 전쟁             |

### 2015년
| 회차  | 방송일    | 제목 (원제)                                                      |
| ----- | --------- | ---------------------------------------------------------------- |
| 263회 | 1월 3일   | 오지로 떠나는 극한의 자동차 여행 1부 마다가스카르                |
| 264회 | 1월 4일   | 오지로 떠나는 극한의 자동차 여행 2부 조지아                      |
| 265회 | 1월 10일  | 오지로 떠나는 극한의 자동차 여행 3부 볼리비아                    |
| 266회 | 1월 11일  | 무엇이 우리를 인간으로 만드는가?                                 |
| 267회 | 1월 17일  | 고대 도시 폼페이에 무슨 일이 있었나                              |
| 268회 | 1월 18일  | 닥터 후, 지구를 정복하다                                         |
| 269회 | 1월 24일  | 소리 없는 전쟁 - 냉전 시대의 영웅들 1부 : 적은 가까이에 있다     |
| 270회 | 1월 25일  | 소리 없는 전쟁 - 냉전 시대의 영웅들 2부 : 더 빠르고 은밀하게     |
| 271회 | 1월 31일  | 마음을 울리는 멜로디 - 한 사람만을 위한 연주회                   |
| 272회 | 2월 1일   | 그린란드 카약 대장정 1부 - 북극해 연안 순례                      |
| 273회 | 2월 7일   | 베토벤의 비밀 파일                                               |
| 274회 | 2월 8일   | 그린란드 카약 대장정 2부 - 거대한 얼음 미로                      |
| 275회 | 2월 14일  | 릭 스타인의 독일 요리 여행                                       |
| 276회 | 2월 15일  | 새로운 의료 혁명, 셀프모니터 시대가 온다                         |
| 277회 | 2월 22일  | 중국의 설, 춘절                                                  |
| 278회 | 3월 1일   | 클래식의 재발견 폐품 오케스트라                                  |
| 279회 | 3월 8일   | 클래식의 재발견 폐품 오케스트라                                  |
| 280회 | 3월 15일  | 정신세계의 두 얼굴                                               |
| 281회 | 3월 22일  | 사하라 사막의 악몽                                               |
| 282회 | 4월 10일  | 한국-스페인, 두 청년의 야생 도전기 1부 - 한국, 한라산            |
| 283회 | 4월 17일  | 한국-스페인, 두 청년의 야생 도전기 2부 - 스페인, 갈라요스 봉우리 |
| 284회 | 4월 24일  | 한국-스페인, 두 청년의 야생 도전기 3부 - 모로코, 토드라 협곡     |
| 285회 | 5월 1일   | 댐네이션 1부 - 댐의 시대                                         |
| 286회 | 5월 8일   | 댐네이션 2부 - 새로운 시작                                       |
| 287회 | 5월 15일  | 비잔티움-한 도시 세 이야기 1부 - 성도의 탄생                     |
| 288회 | 5월 22일  | 비잔티움-한 도시 세 이야기 2부 - 비잔틴 제국의 최                |
| 289회 | 5월 29일  | 비잔티움-한 도시 세 이야기 3부 - 이슬람의 수도                   |
| 290회 | 6월 5일   | 광활한 대륙, 호주의 모든 것 1부 - 레드 센터                      |
| 291회 | 6월 12일  | 광활한 대륙, 호주의 모든 것 2부 - 대산호초                       |
| 292회 | 6월 19일  | 광활한 대륙, 호주의 모든 것 3부 - 골드 코스트                    |
| 293회 | 7월 10일  | 균형의 미학 - 줄타기 스포츠                                      |
| 294회 | 7월 24일  | 생명의 땅, 프랑스를 만나다 1부 - 알프스의 동물들                 |
| 295회 | 7월 31일  | 생명의 땅, 프랑스를 만나다 2부 - 매력의 습지대                   |
| 296회 | 8월 7일   | 지구촌 최후의 오지들 1부 - 에게 해                               |
| 297회 | 9월 9일   | 지구촌 최후의 오지들 2부 - 비자고스 섬                           |
| 298회 | 9월 16일  | 자연다큐의 전설 애튼버러, 오바마 대통령을 만나다!                |
| 299회 | 9월 23일  | 사자 구조대 1부 - 서커스 사자 구출 작전                          |
| 300회 | 10월 7일  | 사자 구조대 2부 - 새로운 보금자리                                |
| 301회 | 10월 14일 | 전쟁과 여성                                                      |
| 302회 | 10월 21일 | 안중근                                                           |
| 303회 | 10월 28일 | 탭댄스의 황제 마이클 플래틀리                                    |
| 304회 | 11월 4일  | 프랑스 미각기행                                                  |
| 305회 | 11월 11일 | 성공으로 가는 좁은 문                                            |
| 306회 | 11월 19일 | 이라크 전쟁 그 후 10년 1부 - 권력교체의 서막                     |
| 307회 | 11월 26일 | 이라크 전쟁, 그 후 10년 2부 - 후세인의 몰락                      |
| 308회 | 12월 2일  | 이라크 전쟁 그 후 10년 3부 - 악몽의 바그다드                     |
| 309회 | 12월 9일  | 팝의 전설 아바. 사진으로 만나다                                  |
| 310회 | 12월 16일 | 미래의 도시 1부 - 세계의 신도시                                  |
| 311회 | 12월 23일 | 미래의 도시 2부 - 스마트 도시                                    |
| 312회 | 12월 30일 | 미래의 도시 3부 - 도시 그리고 농업                               |

### 2016년
| 회차  | 방송일    | 제목 (원제)                                                              |
| ----- | --------- | ------------------------------------------------------------------------ |
| 313회 | 1월 27일  | 에티오피아 오모 계곡의 몰락                                              |
| 314회 | 2월 3일   | 쓰레기와의 전쟁 - 1부 분리수거와의 전쟁                                  |
| 315회 | 2월 10일  | 쓰레기와의 전쟁 - 2부 쓰레기속 보물찾기                                  |
| 316회 | 2월 17일  | 쓰레기와의 전쟁 - 3부 100% 재활용을 위하여                               |
| 317회 | 2월 24일  | 말썽꾸러기 길들이기                                                      |
| 318회 | 3월 9일   | 2004년 동아시아 - 쓰나미의 기록                                          |
| 319회 | 3월 16일  | 영국 귀족과 달러공주 1부 - 계급을 사다                                   |
| 320회 | 3월 23일  | 영국 귀족과 달러공주 2부 - 세기의 결혼식                                 |
| 321회 | 3월 30일  | 영국 귀족과 달러공주 3부 - 세상을 움직이는 여인들                        |
| 322회 | 4월 6일   | 현대인의 고질병, 알레르기                                                |
| 323회 | 4월 20일  | 내 안에 갇힌 삶, 자폐증                                                  |
| 324회 | 4월 27일  | 체르노빌, 그 후 30년                                                     |
| 325회 | 5월 4일   | 한경제 무덤의 비밀                                                       |
| 326회 | 5월 11일  | 아버지, 나의 아버지                                                      |
| 327회 | 5월 18일  | 2부작 빛과 어둠 - 1부 빛                                                 |
| 328회 | 5월 25일  | 2부작 빛과 어둠 - 2부 어둠                                               |
| 329회 | 6월 1일   | 사형수 이야기 - 운명의 24시간 1부 사형집행일                             |
| 330회 | 6월 8일   | 사형수 이야기 - 운명의 24시간 2부 사형수를 위해 싸우는 사람들            |
| 331회 | 6월 15일  | 3부작 最古의 가업, 성공의 비밀 1부 발슨 가문의 정육점, 500년의 기록      |
| 332회 | 6월 22일  | 3부작 最古의 가업, 성공의 비밀 2부 휘장업계의 대가, 토이 앤 코           |
| 333회 | 6월 29일  | 3부작 最古의 가업, 성공의 비밀 3부 400년 건축 역사의 산증인, 더트넬 가문 |
| 334회 | 7월 6일   | 거리의 축구                                                              |
| 335회 | 7월 13일  | 국경의 역사학                                                            |
| 336회 | 7월 20일  | 국경의 역사학                                                            |
| 337회 | 7월 27일  | 백만 달러짜리 맛 비평을 잡아라                                           |
| 338회 | 8월 3일   | 약물과의 전쟁                                                            |
| 339회 | 8월 24일  | 세이셜의 비밀 - 다로스 섬                                                |
| 340회 | 8월 31일  | 대만 청공마을이야기                                                      |
| 341회 | 9월 7일   | 릭 스타인의 상하이 맛 기행                                               |
| 342회 | 9월 21일  | 3부작 중국 교사, 영국 학교에 가다 1부 두 문화의 충돌                     |
| 343회 | 9월 28일  | 3부작 중국 교사, 영국 학교에 가다 2부 중국반의 위기                      |
| 344회 | 10월 5일  | 3부작 중국 교사, 영국 학교에 가다 3부 결전의 날                          |
| 345회 | 10월 12일 | 스타의 부검 리포트: 마이클 잭슨                                          |
| 346회 | 10월 19일 | 스타의 부검 리포트: 마릴린 먼로                                          |
| 347회 | 10월 26일 | 세계 최대의 어시장, 도쿄 쓰키지                                          |
| 348회 | 11월 2일  | 증오의 네트워크 소셜미디어                                               |
| 349회 | 11월 9일  | 2부작 영국 보그지 100년 - 패션의 뒷모습                                  |
| 350회 | 11월 16일 | 2부작 영국 보그지 100년 - 패션의 뒷모습                                  |
| 351회 | 11월 23일 | 체 게바라, 그는 어떻게 저항의 아이콘이 되었나                            |
| 352회 | 11월 30일 | 영국 왕실의 새 식구, 조지 왕자                                           |
| 353회 | 12월 7일  | 하나의 인류 - 1부 정의를 위해 하나 된 인류                               |
| 354회 | 12월 14일 | 하나의 인류 - 2부 변화의 시작, 그리고 두 번째 콘서트                     |
| 355회 | 12월 28일 | 파리를 흔든 테러, 3일의 기록                                             |

### 2017년
| 회차  | 방송일    | 제목 (원제)                                                              |
| ----- | --------- | ------------------------------------------------------------------------ |
| 356회 | 1월 4일   | 오바마 8년의 기록 1부 - 취임 후, 100일                                   |
| 357회 | 1월 11일  | 오바마 8년의 기록 2부 - 오바마케어                                       |
| 358회 | 1월 18일  | 오바마 8년의 기록 3부 - 중동 정책                                        |
| 359회 | 1월 25일  | 오바마 8년의 기록 4부 - 역사의 흐름                                      |
| 360회 | 2월 1일   | 조애나 럼리의 시베리아 대횡단 1부 - 여행의 시작, 중국                    |
| 361회 | 2월 8일   | 조애나 럼리의 시베리아 대횡단 2부 - 칭기즈칸의 땅, 몽골                  |
| 362회 | 2월 15일  | 조애나 럼리의 시베리아 대횡단 3부 - 시베리아를 만나다, 러시아            |
| 363회 | 2월 22일  | 거울 앞의 사춘기 소년들                                                  |
| 364회 | 3월 1일   | 2부작 장수의 비결 - 1부 밥상, 춤, 그리고 스트레스                        |
| 365회 | 3월 8일   | 2부작 장수의 비결 - 2부 장수의 열쇠, 뇌(腦)                              |
| 366회 | 3월 15일  | 3부작 하늘 위의 도시, 비행기 - 1부 출발                                  |
| 367회 | 3월 22일  | 3부작 하늘 위의 도시, 비행기 - 2부 비행                                  |
| 368회 | 3월 29일  | 3부작 하늘 위의 도시, 비행기 - 3부 착륙                                  |
| 369회 | 4월 5일   | 트럼트 3代 - 이민자에서 대통령까지                                       |
| 370회 | 4월 12일  | 슈퍼게이머의 시대                                                        |
| 371회 | 4월 19일  | 맹인 소녀의 꿈                                                           |
| 372회 | 4월 26일  | 육식에 대한 진실                                                         |
| 373회 | 5월 3일   | 가자지구의 어린이들                                                      |
| 374회 | 5월 10일  | 3부작 세 도시 이야기 - 1부 1908년 빈                                     |
| 375회 | 5월 17일  | 3부작 세 도시 이야기 - 2부 1928년 파리                                   |
| 376회 | 5월 24일  | 3부작 세 도시 이야기 - 3부 1951년 뉴욕                                   |
| 377회 | 6월 5일   | 버섯의 은밀한 세계                                                       |
| 378회 | 6월 7일   | 사이먼 리브의 카리브 해 기행                                             |
| 379회 | 6월 14일  | 사이먼 리브의 카리브 해 기행                                             |
| 380회 | 6월 21일  | 사이먼 리브의 카리브 해 기행                                             |
| 381회 | 6월 28일  | 멕시코 마약 전쟁의 비밀                                                  |
| 382회 | 7월 5일   | 영국 의료의 중심, 런던 할리 스트리트 - 1부 건강과 생명을 사는 사람들     |
| 383회 | 7월 12일  | 영국 의료의 중심, 런던 할리 스트리트 - 2부 아름다움과 젊음을 사는 사람들 |
| 384회 | 7월 19일  | 영국 의료의 중심, 런던 할리 스트리트 - 3부 대체 의학을 찾는 사람들       |
| 385회 | 7월 26일  | 2부작 동물 구조 작전 - 1부 크루거 국립공원의 코뿔소                      |
| 386회 | 8월 9일   | 2부작 동물 구조 작전 - 2부 차보 국립 공원의 코끼리                       |
| 387회 | 8월 16일  | 위장술의 역사                                                            |
| 388회 | 8월 23일  | 다이애나비 사망 7일의 기록                                               |
| 389회 | 8월 30일  | 다이애나비 사망 7일의 기록                                               |
| 390회 | 9월 6일   | 수용소의 작곡가들                                                        |
| 391회 | 9월 13일  | 3부작 완벽한 다이어트를 찾아서                                           |
| 392회 | 9월 20일  | 3부작 완벽한 다이어트를 찾아서                                           |
| 393회 | 9월 27일  | 3부작 완벽한 다이어트를 찾아서                                           |
| 394회 | 10월 11일 | 3부작 빈, 제국의 흥망성쇠                                                |
| 395회 | 10월 18일 | 3부작 빈, 제국의 흥망성쇠                                                |
| 396회 | 10월 25일 | 3부작 빈, 제국의 흥망성쇠                                                |
| 397회 | 11월 1일  | 팝 아트는 어떻게 세상을 바꿨는가?                                        |
| 398회 | 11월 8일  | 이탈리아의 잃어버린 도시를 찾아서 - 1부 나폴리                           |
| 399회 | 11월 15일 | 이탈리아의 잃어버린 도시를 찾아서 - 2부 베네치아                         |
| 400회 | 11월 22일 | 이탈리아의 잃어버린 도시를 찾아서 - 3부 피렌체                           |
| 401회 | 11월 29일 | 세계 최대의 도시 뉴욕 - 1부 그랜드 센트럴 터미널                         |
| 402회 | 12월 6일  | 세계 최대의 도시 뉴욕 - 2부 헌츠 포인트 도매시장                         |
| 403회 | 12월 13일 | 세계 최대의 도시 뉴욕 - 3부 센트럴파크                                   |
| 404회 | 12월 20일 | 미래의 음식                                                              |
| 405회 | 12월 27일 | 미래의 음식                                                              |

### 2018년
| 회차  | 방송일    | 제목 (원제)                                                                            |
| ----- | --------- | -------------------------------------------------------------------------------------- |
| 406회 | 1월 3일   | 미래의 음식 3부                                                                        |
| 407회 | 1월 10일  | 실리콘밸리의 비밀 - 1부 파괴적 혁신가들                                                |
| 408회 | 1월 17일  | 실리콘밸리의 비밀 - 2부 무기가 된 소셜미디어                                           |
| 409회 | 1월 24일  | 집시 음악의 새 황제들                                                                  |
| 410회 | 1월 31일  | 미국 대학가의 사교 클럽 문화: 그들만의 세상                                            |
| 411회 | 2월 7일   | 고대의 유물의 비밀 1부 - 페트라의 수수께끼                                             |
| 412회 | 2월 21일  | 고대의 유물의 비밀 2부 - 스톤헨지의 미스터리                                           |
| 413회 | 2월 28일  | 고대의 유물의 비밀 3부 - 에덴동산은 어디에                                             |
| 414회 | 3월 7일   | 사이먼 리브의 터키 기행 1부 - 유럽과 아시아가 만나는 나라                              |
| 415회 | 3월 14일  | 사이먼 리브의 터키 기행 2부 - 갈림길에 놓인 나라                                       |
| 416회 | 3월 21일  | 미야자키 하야오의 끝나지 않은 이야기                                                   |
| 417회 | 3월 28일  | 폭력의 근원, ISIS                                                                      |
| 418회 | 4월 4일   | 세계의 호텔, 로비 뒤의 삶 1부 싱가포르 - 마리나베이샌즈 호텔                           |
| 419회 | 4월 11일  | 세계의 호텔, 로비 뒤의 삶 2부 스웨덴 - 아이스 호텔                                     |
| 420회 | 4월 18일  | 한계는 없다 장애인들의 베트남 종단기                                                   |
| 421회 | 4월 25일  | 한계는 없다 장애인들의 베트남 종단기                                                   |
| 422회 | 5월 2일   | 예술의 도시, 숨겨진 이야기 1부 스페인 바르셀로나                                       |
| 423회 | 5월 9일   | 예술의 도시, 숨겨진 이야기 2부 네덜란드 암스테르담                                     |
| 424회 | 5월 16일  | 예술의 도시, 숨겨진 이야기 3부 러시아의 창문, 상트페테르부르크                         |
| 425회 | 5월 23일  | 변화하는 탐욕의 얼굴, 자본주의 1부 - 금단의 열매                                       |
| 426회 | 5월 30일  | 변화하는 탐욕의 얼굴, 자본주의 2부 - 알 수 없는 미래                                   |
| 427회 | 6월 6일   | 해리포터 - 마법의 역사                                                                 |
| 428회 | 6월 13일  | FIFA 월드컵 러시아 2018 기획 스탈린 시대, 독재와 축구                                  |
| 429회 | 6월 20일  | FIFA 월드컵 러시아 2018 기획 사이먼 리브의 러시아 기행 1부 러시아 극동 지역과 시베리아 |
| 430회 | 7월 4일   | FIFA 월드컵 러시아 2018 기획 사이먼 리브의 러시아 기행 2부 러시아 남서부를 가다        |
| 431회 | 7월 11일  | FIFA 월드컵 러시아 2018 기획 사이먼 리브의 러시아 기행 3부 러시아의 심장부를 가다      |
| 432회 | 7월 18일  | 내 이름은 마르티나                                                                     |
| 433회 | 7월 25일  | 넬슨 만델라 탄생 100년 남아공은 지금                                                   |
| 434회 | 8월 1일   | 냉전의 시작 얄타회담 2부작 - 1부                                                       |
| 435회 | 8월 8일   | 냉전의 시작 얄타회담 2부작 - 2부                                                       |
| 436회 | 8월 15일  | 일본, 어디로 가는가                                                                    |
| 437회 | 8월 22일  | 누가 말레이시아 여객기를 격추시켰나?                                                   |
| 438회 | 9월 5일   | 역사의 라이벌 처칠과 히틀러 1부 독수리 vs. 사자                                        |
| 439회 | 9월 12일  | 역사의 라이벌, 처칠과 히틀러 2부 독과 해독제                                           |
| 440회 | 9월 19일  | 테러 대응                                                                              |
| 441회 | 9월 26일  | 매그넘 사진으로 바라본 영화                                                            |
| 442회 | 10월 3일  | 중국의 신 실크 로드 프로젝트                                                           |
| 443회 | 10월 10일 | 1억 농민공 이주 프로젝트                                                               |
| 444회 | 10월 17일 | 초음속 경쟁의 역사 콩코드 1부 소리보다 빠른 경쟁                                       |
| 445회 | 10월 24일 | 초음속 경쟁의 역사 콩코드 2부 콩코드의 전성기                                          |
| 446회 | 10월 31일 | 미국 - 멕시코, 국경위의 삶                                                             |
| 447회 | 11월 10일 | 중국의 벤처투자 열풍                                                                   |
| 448회 | 11월 17일 | 중국의 전자 상거래 혁명                                                                |
| 449회 | 11월 24일 | 사우드 왕가의 비밀 1부 사우드 왕가의 두 얼굴                                           |
| 450회 | 12월 1일  | 사우드 왕가의 비밀 2부 부패와의 전쟁                                                   |
| 451회 | 12월 8일  | 사우드 왕가의 비밀 3부 사우디, 갈림길에 서다                                           |
| 452회 | 12월 15일 | 리오 퍼디낸드 - 싱글 대디로 살아가기                                                   |
| 453회 | 12월 29일 | 빈 소년 합창단                                                                         |

### 2019년
| 회차  | 방송일      | 제목 (원제)                                                              |
| ----- | ----------- | ------------------------------------------------------------------------ |
| 454회 | 1월 4일     | 세계의 대도시 1부 - 홍콩                                                 |
| 455회 | 1월 11일    | 세계의 대도시 2부 - 멕시코 시티                                          |
| 456회 | 1월 18일    | 세계의 대도시 3부 - 홍콩                                                 |
| 457회 | 1월 25일    | 세계의 대도시 4부 - 델리                                                 |
| 458회 | 2월 1일     | 급격한 절식 다이어트 실험                                                |
| 459회 | 2월 8일     | 서프러제트, 여성 참정권 운동가들 1부                                     |
| 460회 | 2월 15일    | 서프러제트, 여성 참정권 운동가들 2부                                     |
| 461회 | 2월 22일    | 일의 극우주의, 신나치                                                    |
| 462회 | 3월 1일     | 예술, 열정 그리고 권력: 영국 로열 컬렉션 이야기 - 1부 위험한 마법        |
| 463회 | 3월 8일     | 예술, 열정 그리고 권력: 영국 로열 컬렉션 이야기 - 2부 다시 찾은 낙원     |
| 464회 | 3월 15일    | 예술, 열정 그리고 권력: 영국 로열 컬렉션 이야기 - 3부 낭만의 시대        |
| 465회 | 3월 22일    | 예술, 열정 그리고 권력: 영국 로열 컬렉션 이야기 - 4부 현대의 로열 컬렉션 |
| 466회 | 3월 29일    | 죽음을 준비하는 사람들                                                   |
| 467회 | 4월 5일     | 금의 두 얼굴 1부 - 욕망 그리고 재앙                                      |
| 468회 | 4월 12일    | 금의 두 얼굴 2부 - 총, 먼지, 수은                                        |
| 469회 | 4월 19일    | 유럽, 혼란의 10년 1부 - 브렉시트                                         |
| 470회 | 4월 26일    | 유럽, 혼란의 10년 2부 - 위기의 그리스                                    |
| 471회 | 5월 3일     | 유럽, 혼란의 10년 3부 - 난민과의 전쟁                                    |
| 472회 | 5월 10일    | 아기들의 신기한 세상 1부 - 성격 형성의 첫걸음                            |
| 473회 | 5월 17일    | 아기들의 신기한 세상 2부 - 관계 형성의 비밀                              |
| 474회 | 5월 24일    | 아기들의 신기한 세상 3부 - 아기들의 홀로서기                             |
| 475회 | 5월 31일    | 인질 - 자유를 빼앗긴 사람들                                              |
| 476회 | 6월 7일     | 트럼프의 미국 1부 - 자랑스러운 미국 만들기?                              |
| 477회 | 6월 14일    | 트럼프의 미국 2부 - 안전한 미국 만들기?                                  |
| 478회 | 6월 21일    | 트럼프의 미국 3부 - 부유한 미국 만들기?                                  |
| 479회 | 6월 28일    | 세계를 바꾼 아이디어 : 1부 로봇                                          |
| 480회 | 7월 5일     | 세계를 바꾼 아이디어 : 2부 스마트폰                                      |
| 481회 | 7월 12일    | 세계를 바꾼 아이디어 : 3부 망원경                                        |
| 482회 | 7월 19일    | 세계를 바꾼 아이디어 : 4부 로켓                                          |
| 483회 | 8월 2일     | 조애나 럼리의 실크로드 기행 1부: 동방으로 가는 길                        |
| 484회 | 8월 9일     | 조애나 럼리의 실크로드 기행 2부: 무너진 과거와 되찾은 영광               |
| 485회 | [8월 16일]] | 조애나 럼리의 실크로드 기행 3부: 실크로드 보석, 페르시아                 |
| 486회 | 8월 23일    | 조애나 럼리의 실크로드 기행 4부: 중앙아시아의 꽃                         |
| 487회 | 8월 30일    | 푸틴의 제국, 러시아의 민낯                                               |
| 488회 | 9월 6일     | 예술의 도시, 숨겨진 이야기 2 1부: 포르투갈 리스본                        |
| 489회 | 9월 20일    | 예술의 도시, 숨겨진 이야기 2 2부: 레바논 베이루트                        |
| 490회 | 9월 28일    | 예술의 도시, 숨겨진 이야기 2 3부: 아제르바이잔 바쿠                      |
| 491회 | 10월 5일    | 세계를 바꾼 아이디어 : 5부 자동차                                        |
| 492회 | 10월 12일   | 세계를 바꾼 아이디어 : 6부 비행기                                        |
| 492회 | 10월 26일   | 스테이시 둘리의 취재파일 - 패션 산업의 어두운 비밀                       |
| 493회 | 11월 16일   | 세계를 덮친 재앙, 1918년 독감                                            |
| 494회 | 11월 23일   | IS 기밀 유출 - 괴물의 민낯                                               |
| 495회 | 11월 30일   | 릭 스타인의 멕시코 맛 기행 1부: 샌프란시스코에서 느끼는 멕시코의 맛      |
| 496회 | 12월 7일    | 릭 스타인의 멕시코 맛 기행 2부: 멕시코 미식의 시작, 과달라하라           |
| 497회 | 12월 14일   | 릭 스타인의 멕시코 맛 기행 3부: 문화와 역사의 산물, 멕시코 요리          |
| 497회 | 12월 28일   | 하늘에서 본 모로코 1부 - 아프리카의 작은 아랍                            |

### 2020년
| 회차  | 방송일    | 제목 (원제)                                                    |
| ----- | --------- | -------------------------------------------------------------- |
| 498회 | 1월 4일   | 하늘에서 본 모로코 2부 - 산과 사막, 태양과 바다                |
| 499회 | 1월 11일  | 눈사태를 만드는 과학자들                                       |
| 500회 | 1월 18일  | 스테이시 둘리의 취재 파일 - 이웃에게 총을 쏘는 사람들          |
| 501회 | 2월 1일   | 생체시계 -'무엇이 우리의 생체시계를 가게 하는가?’              |
| 502회 | 2월 8일   | 비타민 보충제: 기적인가, 허상인가?                             |
| 503회 | 2월 15일  | 항생제에 관한 진실                                             |
| 504회 | 4월 4일   | 조애나 럼리의 인도 기행 1부 - 다양한 문화와 종교의 나라        |
| 505회 | 4월 25일  | 조애나 럼리의 인도 기행 2부 - 과거의 어두운 그늘               |
| 505회 | 5월 2일   | 조애나 럼리의 인도 기행 3부 - 낙천주의와 관용의 나라           |
| 506회 | 5월 9일   | 보이지 않는 위협, 바이러스: 천연두                             |
| 507회 | 5월 16일  | 보이지 않는 위협, 바이러스: 에볼라                             |
| 507회 | 5월 23일  | 메건 폭스의 잃어버린 전설 1부 - 스톤헨지 : 치유의 돌           |
| 507회 | 5월 30일  | 메건 폭스의 잃어버린 전설 2부 - 여성 바이킹 전사               |
| 507회 | 6월 6일   | 메건 폭스의 잃어버린 전설 3부 - 트로이 전쟁 신화일까,실화일까? |
| 507회 | 6월 13일  | 메건 폭스의 잃어버린 전설 4부 - 아메리카의 사라진 문명         |
| 508회 | 6월 20일  | 사이먼 리브의 콜롬비아 기행 : 절망에서 희망으로                |
| 509회 | 6월 27일  | 사이먼 리브의 미얀마 기행 1부 - 내전의 땅                      |
| 510회 | 7월 5일   | 사이먼 리브의 미얀마 기행 2부 - 분쟁 지역, 샨주를 가다         |
| 511회 | 7월 5일   | 악마의 바다, 버뮤다 삼각지대 1부: 사라진 선박들 - 악마의 바다  |
| 512회 | 7월 12일  | 악마의 바다, 버뮤다 삼각지대 2부: 사라진 비행기들              |
| 512회 | 7월 19일  | 악마의 바다, 버뮤다 삼각지대 3부: 사라진 도시 아틀란티스       |
| 513회 | 8월 1일   | 고대 도시 숨겨진 이야기 1부: 카이로                            |
| 514회 | 8월 8일   | 고대 도시 숨겨진 이야기 2부: 아테네                            |
| 515회 | 8월 15일  | 고대 도시 숨겨진 이야기 3부: 이스탄불                          |
| 516회 | 8월 22일  | 에드 볼스의 재미있는 유럽여행기 1부: 그들이 사는 법            |
| 517회 | 8월 29일  | 에드 볼스의 재미있는 유럽여행기 2부: 서민 대 엘리트            |
| 518회 | 9월 5일   | 에드 볼스의 재미있는 유럽여행기 3부: 가진 자 대 못 가진 자     |
| 519회 | 9월 12일  | 음악이 불러온 작은 기적 1부: 기적의 시작                       |
| 520회 | 9월 19일  | 음악이 불러온 작은 기적 2부: 아름다운 변화                     |
| 521회 | 9월 26일  | 음악이 불러온 작은 기적 3부: 꿈의 무대                         |
| 522회 | 10월 10일 | 하늘에서 본 적도 1부: 아프리카                                 |
| 523회 | 10월 17일 | 하늘에서 본 적도 2부: 남아메리카                               |
| 524회 | 10월 24일 | 하늘에서 본 적도 3부: 태평양                                   |
| 525회 | 10월 31일 | 하늘에서 본 적도 4부: 동남아시아                               |
| 548회 | 11월 14일 | 사이먼 리브의 북아메리카 기행 1부: 알래스카와 캐나다           |
| 549회 | 11월 21일 | 사이먼 리브의 북아메리카 기행 2부: 미국 서부                   |
| 550회 | 11월 28일 | 사이먼 리브의 북아메리카 기행 3부: 미국 캘리포니아             |
| 551회 | 12월 5일  | 사이먼 리브의 북아메리카 기행 4부: 멕시코                      |
| 552회 | 12월 12일 | 사이먼 리브의 북아메리카 기행 5부: 중앙아메리카                |
| 553회 | 12월 19일 | 우리는 왜 잠을 이룰 수 없는가?                                 |
| 554회 | 12월 26일 | 외계 행성 탐사 전쟁                                            |

### 2021년
| 회차  | 방송일    | 제목 (원제)                                                 |
| ----- | --------- | ----------------------------------------------------------- |
| 555회 | 1월 2일   | 최정예 전투 조종사들 1부 - 탑건을 꿈꾸다                    |
| 556회 | 1월 9일   | 최정예 전투 조종사들 2부 - 전투 조종사로 거듭나기           |
| 557회 | 1월 16일  | 최정예 전투 조종사들 3부 - F35 라이트닝의 조종사들          |
| 558회 | 1월 23일  | 우주 전쟁의 서막                                            |
| 559회 | 1월 30일  | 고대 유적의 비밀 1부 - 투탕카멘의 마지막 임무               |
| 560회 | 2월 6일   | 고대 유적의 비밀 2부 - 바이킹 대학살                        |
| 561회 | 2월 13일  | 고대 유적의 비밀 3부 - 폼페이의 무법자들                    |
| 562회 | 2월 27일  | 고대 유적의 비밀 4부 - 로마 제국의 가라앉은 도시            |
| 563회 | 3월 6일   | 고대 유적의 비밀 5부 - 이집트를 몰락시킨 대재앙             |
| 564회 | 3월 13일  | 고대 유적의 비밀 6부 - 십자가형의 미스터리                  |
| 565회 | 3월 20일  | 축구, 윌리엄 왕자 그리고 정신 건강                          |
| 566회 | 3월 27일  | 투탕카멘의 삶과 죽음 1부 - 소년왕의 부활                    |
| 567회 | 4월 3일   | 투탕카멘의 삶과 죽음 2부 - 투탕카멘은 어떻게 죽었나         |
| 568회 | 4월 10일  | 투탕카멘의 삶과 죽음 3부 - 무덤의 미스터리                  |
| 569회 | 4월 17일  | 지구를 위한 식단                                            |
| 570회 | 5월 1일   | 정신건강 프로젝트: 코로나 블루 벗어나기                     |
| 571회 | 5월 8일   | 정신건강 프로젝트: 면역력 증진                              |
| 572회 | 5월 15일  | 정신건강 프로젝트: 홈 트레이닝                              |
| 573회 | 5월 22일  | E-스포츠 세계 최강을 꿈꾸며 1부 - 정상으로 가는 길          |
| 574회 | 5월 29일  | E-스포츠 세계 최강을 꿈꾸며 2부 - 증명의 시간               |
| 575회 | 6월 5일   | 배달 음식에 관한 진실                                       |
| 576회 | 6월 12일  | 사이먼 리브의 영국 콘월 기행 1부 - 콘월의 두 얼굴           |
| 577회 | 6월 19일  | 사이먼 리브의 영국 콘월 기행 2부 - 콘월을 지키는 사람들     |
| 578회 | 6월 26일  | 열량을 소모하는 식당                                        |
| 579회 | 7월 3일   | 아이들의 식탁이 위험하다                                    |
| 580회 | 7월 10일  | 나는 왜 살이 찌는 걸까?                                     |
| 581회 | 7월 17일  | 조애나 럼리의 영국 기행 1부 - 잉글랜드의 재발견             |
| 582회 | 7월 24일  | 조애나 럼리의 영국 기행 2부 - 스코틀랜드와 북아일랜드       |
| 583회 | 8월 14일  | 조애나 럼리의 영국 기행 3부 - 전통과 자연이 살아있는 웨일스 |
| 584회 | 8월 16일  | 기후 공장: 지구의 경고 1부 - 증거를 찾아서                  |
| 585회 | 8월 23일  | 기후 공장: 지구의 경고 2부 - 대책을 찾아서                  |
| 586회 | 8월 30일  | 미라클 보디 - 인체의 초적응력                               |
| 587회 | 9월 6일   | 영국의 해안 1부 - 리버풀                                    |
| 588회 | 9월 13일  | 영국의 해안 2부 - 앵글시                                    |
| 589회 | 9월 27일  | 영국의 해안 3부 - 벨파스트                                  |
| 590회 | 10월 4일  | 영국의 해안 4부 - 소코틀랜드                                |
| 591회 | 10월 11일 | 인공 지능의 시대 1부                                        |
| 592회 | 10월 18일 | 인공 지능의 시대 2부                                        |
| 593회 | 10월 25일 | 릭 스타인의 프랑스 맛 기행 1부                              |
| 594회 | 11월 1일  | 릭 스타인의 프랑스 맛 기행 2부                              |
| 595회 | 11월 8일  | 릭 스타인의 프랑스 맛 기행 3부                              |
| 596회 | 11월 22일 | 릭 스타인의 프랑스 맛 기행 4부                              |
| 597회 | 11월 29일 | 릭 스타인의 프랑스 맛 기행 5부                              |
| 598회 | 12월 6일  | 릭 스타인의 프랑스 맛 기행 6부                              |
| 599회 | 12월 13일 | 기후 변화의 현장을 가다 1부 - 솔로먼 제도의 사라진 섬들     |
| 600회 | 12월 20일 | 기후 변화의 현장을 가다 2부 - 위기에서 희망을 보다          |
| 601회 | 12월 27일 | 기후 변화의 현장을 가다 3부 - 변화, 지금부터가 시작이다     |

### 2022년
| 회차  | 방송일    | 제목 (원제)                                                            |
| ----- | --------- | ---------------------------------------------------------------------- |
| 603회 | 1월 3일   | 르네상스의 거장들 - 밀라노의 다빈치 1부                                |
| 604회 | 1월 10일  | 르네상스의 거장들 - 밀라노의 다빈치 2부                                |
| 606회 | 1월 17일  | 르네상스의 거장들 - 바티칸의 예술가들 1부                              |
| 606회 | 1월 24일  | 르네상스의 거장들 - 바티칸의 예술가들 2부                              |
| 607회 | 2월 14일  | 보이지 않는 위협, 바이러스: 인풀루엔자                                 |
| 608회 | 2월 21일  | 조애나 럼리의 여행, 그 뒷이야기 1부 - 일본에서 시베리아까지            |
| 609회 | 2월 28일  | 조애나 럼리의 여행, 그 뒷이야기 2부 - 실크로드에서 인도까지            |
| 610회 | 3월 7일   | 조애나 럼리의 여행, 그 뒷이야기 3부 - 이란에서 쿠바까지                |
| 611회 | 3월 14일  | 조애나 럼리의 카리브해 기행 1부 - 혁명의 나라, 쿠바                    |
| 612회 | 3월 21일  | 조애나 럼리의 카리브해 기행 2부 - 쿠바에서 아이티까지                  |
| 613회 | 3월 28일  | 푸틴, KGB요원에서 대통령까지 1부 - 대통령이 된 첩보원                  |
| 614회 | 4월 4일   | 푸틴, KGB요원에서 대통령까지 2부 - 사라지는 정적들                     |
| 615회 | 4월 11일  | 푸틴, KGB요원에서 대통령까지 3부 - 종신집권의 꿈                       |
| 616회 | 4월 24일  | 인공 지능의 두 얼굴                                                    |
| 617회 | 5월 1일   | 기후 변화 최전선, 시베리아를 가다                                      |
| 618회 | 5월 8일   | 사이먼 리브의 추억 여행 1부 - 여행은 사람이다                          |
| 619회 | 5월 15일  | 사이먼 리브의 추억 여행 2부 - 여행은 위험한 도전이다                   |
| 620회 | 5월 22일  | 사이먼 리브의 추억 여행 3부 - 야생동물을 만나다                        |
| 621회 | 5월 29일  | 사이먼 리브의 추억 여행 4부 - 기후변화의 현장을 가다                   |
| 622회 | 6월 5일   | 그레타 툰베리: 미래의 목소리                                           |
| 623회 | 6월 12일  | 브라이언 콕스의 우주와 시간: 외계인 우주에는 우리뿐일까?               |
| 624회 | 6월 19일  | 브라이언 콕스의 우주와 시간: 중력이란 무엇인가?                        |
| 625회 | 6월 26일  | 브라이언 콕스의 우주와 시간: 시간이란 무엇일까?                        |
| 626회 | 7월 3일   | 스파이스 걸스, 세상을 바꾼 걸파워 1부 - 걸파워를 외치다                |
| 627회 | 7월 10일  | 스파이스 걸스, 세상을 바꾼 걸파워 2부 - 화려한 등장 그리고 결파워      |
| 628회 | 7월 17일  | 스파이스 걸스, 세상을 바꾼 걸파워 3부 - 따로 또 같이                   |
| 629회 | 7월 24일  | 알렉산더 암스트롱의 아이슬란드 기행 1부 - 잠들지 않는 도시, 레이캬비크 |
| 630회 | 7월 31일  | 알렉산더 암스트롱의 아이슬란드 기행 2부 - 경이로운 땅, 아이슬란드 북부 |
| 631회 | 8월 7일   | 알렉산더 암스트롱의 아이슬란드 기행 3부 - 얼음의 나라, 아이슬란드      |
| 632회 | 8월 14일  | 사이먼 리브의 호수지방 기행 1부 - 국립공원의 농부들                    |
| 633회 | 8월 21일  | 사이먼 리브의 호수지방 기행 2부 - 습지로 돌아온 물수리                 |
| 634회 | 8월 28일  | 사이먼 리브의 호수지방 기행 3부 - 국립공원의 기후변화                  |
| 635회 | 9월 4일   | 차 한 잔, 그리고 수많은 이야기들 1부 - 차를 사랑하는 사람들            |
| 636회 | 9월 18일  | 차 한 잔, 그리고 수많은 이야기들 2부 - 차에 깃든 예술                  |
| 637회 | 9월 25일  | 차 한 잔, 그리고 수많은 이야기들 3부 - 영혼을 위한 차                  |
| 638회 | 10월 2일  | 차 한 잔, 그리고 수많은 이야기들 4부 - 세계 속의 차                    |
| 639회 | 10월 9일  | 차 한 잔, 그리고 수많은 이야기들 5부 - 차의 새로운 발견                |
| 640회 | 10월 16일 | 차 한 잔, 그리고 수많은 이야기들 6부 - 끝이 없는 차의 미래             |
| 641회 | 10월 23일 | 우주의 기원을 보는 눈, 제임스 웹 우주 망원경                           |
| 642회 | 10월 30일 | 과학계 최대의 미스터리 1부 - 두 얼굴의 달                              |
| 643회 | 11월 6일  | 과학계 최대의 미스터리 2부 - 슈퍼 태양폭풍                             |
| 644회 | 11월 13일 | 과학계 최대의 미스터리 3부 - 우주의 나이                               |
| 645회 | 12월 11일 | 과학계 최대의 미스터리 4부 - 투탕카멘의 단검                           |
| 646회 | 12월 25일 | 과학계 최대의 미스터리 5부 - 화성의 외계생명체                         |

### 2023년
| 회차  | 방송일    | 제목 (원제)                                                        |
| ----- | --------- | ------------------------------------------------------------------ |
| 647회 | 1월 1일   | 과학계 최대의 미스터리 6부 - 우리는 왜 존재하는가?                 |
| 648회 | 1월 8일   | 우주 발사 시스템: 나사의 메가 로켓                                 |
| 649회 | 1월 15일  | 운동전도사 조 윅스: 나의 어린 시절                                 |
| 650회 | 1월 29일  | 누가 고래를 죽였나?                                                |
| 651회 | 2월 1일   | 기후변화 최전선을 가다 북극 탐사 1년의 기록 1부                    |
| 652회 | 2월 8일   | 기후변화 최전선을 가다 북극 탐사 1년의 기록 2부                    |
| 653회 | 2월 15일  | 셰익스피어 파헤치기 1부 - 헬렌 헌트와 함께 하는 헛소동             |
| 654회 | 2월 22일  | 셰익스피어 파헤치기 2부 - 머리 에이브러햄과 함께하는 베니스의 상인 |
| 655회 | 3월 1일   | 셰익스피어 파헤치기 3부 - 로몰라 가레이와 함께 하는 자에는 자로    |
| 656회 | 3월 15일  | 셰익스피어 파헤치기 4부 - 브라이언 콕스와 함께하는 줄리어스 시저   |
| 657회 | 3월 22일  | 셰익스피어 파헤치기 5부 - 사이먼 러셀 빌과 함께 하는 겨울 이야기   |
| 658회 | 3월 29일  | 셰익스피어 파헤치기 6부 - 앤터니 셔와 함께하는 리처드 3세          |
| 659회 | 4월 5일   | 우크라이나: 총을 든 시민들                                         |
| 660회 | 4월 12일  | 사이먼 리브의 남아메리카 기행 1부 - 기아나 순상지                  |
| 661회 | 4월 19일  | 사이먼 리브의 남아메리카 기행 2부 - 브라질                         |
| 662회 | 4월 26일  | 사이먼 리브의 남아메리카 기행 3부 - 안데스 산맥                    |
| 663회 | 5월 3일   | 사이먼 리브의 남아메리카 기행 4부 - 볼리비아와 파라과이            |
| 664회 | 5월 10일  | 사이먼 리브의 남아메리카 기행 5부 - 칠레와 아르헨티나              |
| 665회 | 5월 17일  | 130명의 아이들                                                     |
| 666회 | 5월 24일  | 유니버스 1부 - 태양과 별의 전성시대                                |
| 667회 | 6월 5일   | 유니버스 2부 - 제2의 지구를 찾아서                                 |
| 668회 | 6월 12일  | 유니버스 3부 - 빛의 섬, 은하수                                     |
| 669회 | 6월 19일  | 유니버스 4부 - 어둠의 심연, 블랙홀                                 |
| 670회 | 6월 26일  | 유니버스 5부 - 빅뱅, 우주의 시작                                   |
| 669회 | 7월 3일   | 다시 노래하는 치매 합창단 1부 - 우리들의 노래                      |
| 670회 | 7월 10일  | 다시 노래하는 치매 합창단 2부 - 노래는 계속된다                    |
| 671회 | 7월 17일  | 조애나 럼리의 향신료 기행 1부 - 인도네시아                         |
| 672회 | 7월 31일  | 조애나 럼리의 향신료 기행 2부 - 인도                               |
| 673회 | 8월 7일   | 조애나 럼리의 향신료 기행 3부 - 마다가스카르                       |
| 674회 | 8월 14일  | 조애나 럼리의 향신료 기행 4부 - 잔지바르와 요르단                  |
| 675회 | 8월 21일  | 쥐라기 공룡의 비밀 1부 - 공룡들의 무덤                             |
| 676회 | 8월 28일  | 쥐라기 공룡의 비밀 2부 - 육식 공룡, 알로사우루스                   |
| 677회 | 9월 4일   | 영국의 자연인을 만나다 1부 - 요크셔의 양치기 가족                  |
| 678회 | 9월 11일  | 영국의 자연인을 만나다 2부 - 치유의 공간, 웨일스                   |
| 679회 | 9월 18일  | 영국의 자연인을 만나다 3부 - 페어 섬의 고독한 이방인               |
| 680회 | 10월 16일 | 영국의 자연인을 만나다 4부 - 엑스무어 국립공원의 동물농장          |
| 681회 | 10월 23일 | 영국의 자연인을 만나다 5부 - 스코틀랜드의 자연인 가족              |
| 682회 | 10월 30일 | 자폐, 그 내면의 세계 1부                                           |
| 683회 | 11월 6일  | 자폐, 그 내면의 세계 2부                                           |
| 684회 | 11월 13일 | 고통의 화신, 프리다 칼로 1부 - 운명적 만남                         |
| 685회 | 11월 20일 | 고통의 화신, 프리다 칼로 2부 - 사랑과 배신                         |
| 686회 | 11월 27일 | 고통의 화신, 프리다 칼로 3부 - 스타 탄생                           |
| 687회 | 12월 4일  | 고대 문명의 흥망성쇠 1부 - 문명의 시작                             |
| 688회 | 12월 11일 | 고대 문명의 흥망성쇠 2부 - 제국의 건설                             |
| 689회 | 12월 18일 | 고대 문명의 흥망성쇠 3부 - 부국의 꿈                               |

### 2024년
| 회차  | 방송일    | 제목 (원제)                                                  |
| ----- | --------- | ------------------------------------------------------------ |
| 690회 | 1월 8일   | 고대 문명의 흥망성쇠 4부 - 전쟁과 무기                       |
| 691회 | 1월 15일  | 고대 문명의 흥망성쇠 5부 - 법과 질서                         |
| 692회 | 1월 29일  | 고대 문명의 흥망성쇠 6부 - 제국의 몰락                       |
| 693회 | 2월 5일   | 보이지 않아도 즐거운 오감여행 1부 - 아크로폴리스             |
| 694회 | 2월 19일  | 보이지 않아도 즐거운 오감여행 2부 - 콜로세움                 |
| 695회 | 2월 26일  | 보이지 않아도 즐거운 오감여행 3부 - 페트라                   |
| 696회 | 3월 4일   | 보이지 않아도 즐거운 오감여행 4부 - 나이아가라               |
| 697회 | 3월 11일  | 코트 위의 전설들 1부 - 진 킹과 아서 애시                     |
| 698회 | 3월 18일  | 코트 위의 전설들 2부 - 비에른 보리와 존 매켄로               |
| 699회 | 3월 25일  | 코트 위의 전설들 3부 - 마르티나 나브라틸로바와 크리스 에버트 |
| 700회 | 4월 1일   | 해나 프라이의 암 이야기                                      |
| 701회 | 4월 8일   | 외계의 방분자 1부 - 첫 신호의 의미는?                        |
| 702회 | 4월 15일  | 외계의 방분자 2부 - 외계 천체의 정체는?                      |
| 703회 | 4월 22일  | 틱톡 효과                                                    |
| 704회 | 4월 29일  | 일촉즉발 대만해협의 위기                                     |
| 705회 | 5월 13일  | 나이를 먹지 않는 사람들 1부 - 뇌 건강의 비밀                 |
| 706회 | 5월 20일  | 나이를 먹지 않는 사람들 2부 - 신체 건강의 비밀               |
| 707회 | 5월 27일  | 나이를 먹지 않는 사람들 3부 - 감각 유지의 비밀               |
| 708회 | 6월 3일   | 나이를 먹지 않는 사람들 4부 - 동안의 비밀                    |
| 709회 | 6월 10일  | 나이를 먹지 않는 사람들 5부 - 건강 유지의 비밀               |
| 710회 | 6월 17일  | 나이를 먹지 않는 사람들 6부 - 노화를 막는 비밀               |
| 711회 | 6월 24일  | 항우울제 이야기                                              |
| 712회 | 7월 1일   | AI 인류를 넘어서다                                           |
| 713회 | 7월 8일   | 코난 도일의 셜록 죽이기 1부 - 의사와 탐정                    |
| 714회 | 7월 15일  | 코난 도일의 셜록 죽이기 2부 - 사실과 허구                    |
| 715회 | 7월 22일  | 코난 도일의 셜록 죽이기 3부 - 유령과 탐정                    |
| 716회 | 8월 12일  | 기묘한 이야기 1부 - 유령의 집                                |
| 717회 | 8월 19일  | 기묘한 이야기 2부 - 베어파크 탄광의 비밀                     |
| 718회 | 8월 26일  | 기묘한 이야기 3부 - 옥스퍼드의 악령                          |
| 719회 | 9월 2일   | 수십억 달러 펀드의 몰락                                      |
| 720회 | 9월 9일   | 유엔의 내부 고발자들                                         |
| 721회 | 9월 23일  | 더 킹덤: 세계 최강의 왕자 1부 - 왕좌의 게임                  |
| 722회 | 9월 30일  | 더 킹덤: 세계 최강의 왕자 2부 - MBS의 두 얼굴                |
| 723회 | 10월 7일  | 디지털시대의 수사관들 1부 - 위험한 산책                      |
| 724회 | 10월 14일 | 디지털시대의 수사관들 2부 - 한밤의 외출                      |
| 725회 | 10월 21일 | 디지털시대의 수사관들 3부 - SNS, 그들만의 세상               |
| 726회 | 10월 28일 | 제닝스 가족 대 알츠하이머병                                  |
| 727회 | 11월 4일  | 아바, 변방의 월드 스타 1부 - 스타 인생                       |
| 728회 | 11월 11일 | 아바, 변방의 월드 스타 2부 - 팝의 전설이 되다                |
| 729회 | 11월 18일 | PTSD와 함께 살아가기                                         |
| 730회 | 11월 25일 | 권력과 싸워라: 힙합이 어떻게 세상을 바꿨나 1부 - 힙합의 기원 |
| 731회 | 12월 2일  | 권력과 싸워라: 힙합이 어떻게 세상을 바꿨나 2부               |
| 732회 | 12월 9일  | 권력과 싸워라: 힙합이 어떻게 세상을 바꿨나 3부               |
| 733회 | 12월 16일 | 권력과 싸워라: 힙합이 어떻게 세상을 바꿨나 4부               |
| 734회 | 12월 23일 | 신비로운 달 1부 달의 영향력                                  |
| 735회 | 12월 30일 | 신비로운 달 2부 달로의 귀한                                  |

## 같이 보기
관련 항목
- 다큐멘터리 프로그램

방송 프로그램
- 다큐On, 시사직격(종영)(KBS 1TV)
- 다큐멘터리 3일(종영), 스타 인생극장(종영)(KBS 2TV)
- 휴먼다큐 사람이 좋다(종영)(MBC TV)
- 휴먼다큐 사노라면, 마이 스토리(종영)(MBN)
- 스타다큐 마이웨이(종영)(TV조선)
- 한국경제 오디세이(종영)(MBC 표준FM)